# ホイップルシールド

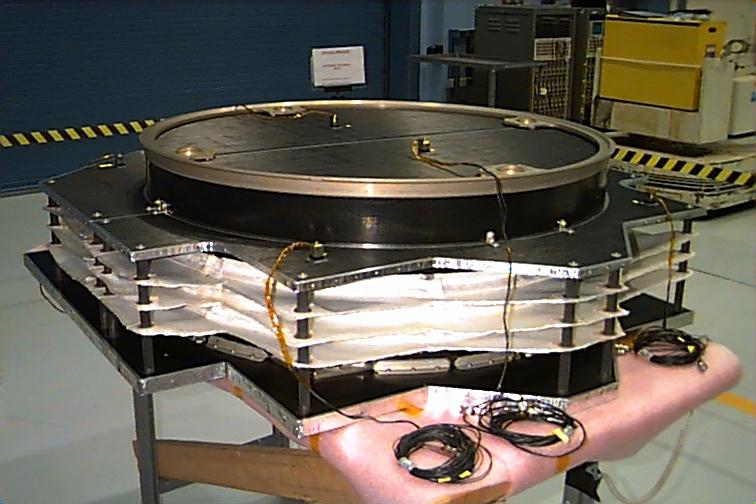
NASAのスターダスト探査機に使われたホイップルシールド

ホイップルシールド、ホイップルバンパー(enː Whipple shield or Whipple bumper) とは、フレッド・ホイップルによって発明された、 3〜18km/sで衝突するスペースデブリや微小隕石から宇宙船を守るための 宇宙用空間装甲である。NASAによると、ホイップルシールドは最大1cmのデブリの衝突に耐えられるように設計されている。

## 仕組み
初期の宇宙船のモノリシックシールドとは対照的に、ホイップルシールドは、宇宙船の主壁からある程度の距離を置いて配置された比較的薄い外側バンパーで構成されている。バンパーは、入ってくる粒子を止めたり、そのエネルギーの多くを吸収したりすることはあまり期待されていない。
代わりに、粒子を粉砕して分散させ、元の粒子のエネルギーをバンパーと壁の間に扇状に広がった多くの破片に分割することを目的としている。
2000m/sまでは、衝突物は固体として振る舞うが、それ以上になると流体としての振る舞いが大きくなり、衝突物は破砕、液化、分散する。
これにより、主壁に当たる面積あたりのエネルギーが減少することで耐えやすくなる。2000m/s程から物体が完全に液化する7000m/s程の間で、速度が増すほど分散が進みむしろ耐えられるデブリサイズが増加するという一見直感に反する現象が起きる。

## 構造
ホイップル シールドは固体シールド (宇宙飛行では常に望ましい) と比較して宇宙船の総質量を減らす一方、容積が増えるため、より大きなペイロードフェアリングが必要になる場合がある。
シンプルなホイップル シールドにはいくつかのバリエーションがある。スターダスト宇宙船で使用されているようなマルチショック シールド は、宇宙船を保護するシールドの能力を高めるために、間隔をあけて配置された複数のバンパーを使用する。
シールドの間に詰め物が入ったホイップル シールドは、スタッフィング入りホイップル シールドと呼ばれる。スタッフィングには通常、ケブラーやNextelのアルミナ繊維などの高強度素材が使われる。シールドの種類、材質、厚さ、層間の距離は、最小限の質量で貫通の可能性を最小限に抑えるシールドを作成するために変更される。国際宇宙ステーションだけでも 100 を超えるシールド構成があり 、重要でリスクの高いエリアにはより優れたシールドが使用される。